# 그리스 열차 충돌 사고

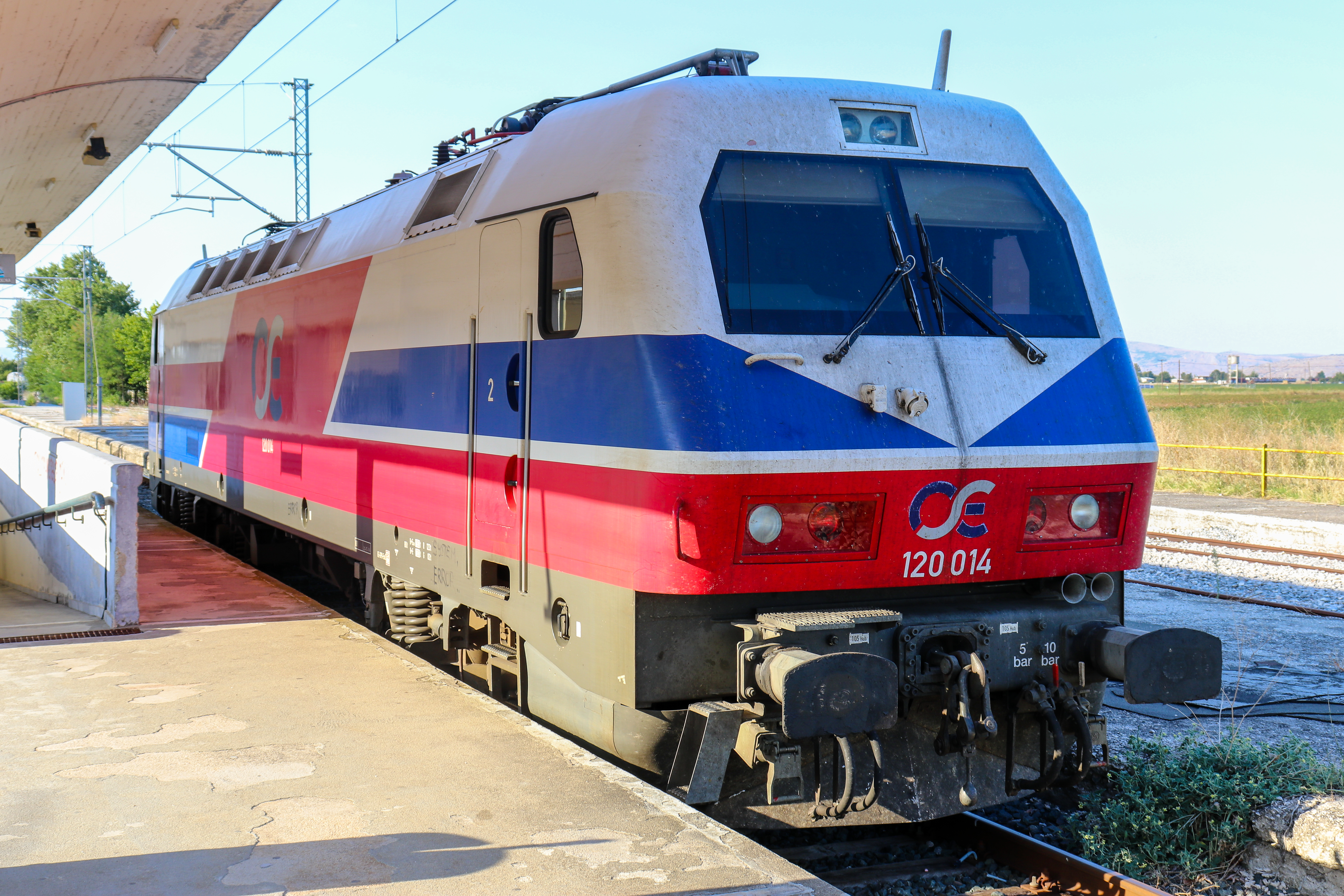
사고에서 파괴된 열차와 비슷한 열차. 2019년 촬영.

그리스 열차 충돌 사고는 2023년 2월 28일 그리스 테실리아 주 라리사 인근에서 일어난 열차 충돌 사고이다. 아테네에서 테살로니키로 지연 운행 중이던 인터시티 열차가 같은 노선을 따라 반대편으로 가고 있던 컨테이너 화물 열차와 충돌하여 두 열차 모두 일부 탈선하는 사고가 발생하였다. 57명이 사망하고 85명 이상이 부상을 당하였으며, 50~60명이 행방불명되거나 신원미상 상태로 남으면서 이 사고는 그리스에서 가장 많은 사망자를 낳은 열차 사고로 기록되었다.
사고 직후 그리스 교통부 장관인 코스타스 카라만리스가 사임했으며, 그리스 정부 대변인인 야니스 이코노무가 그리스의 철도 사업이 가진 고질적인 병폐에 관하여 일부 인정하였다.